# Stavenice
Stavenice är en ort i Tjeckien.   Den ligger i regionen Olomouc, i den östra delen av landet, 190 km öster om huvudstaden Prag. Stavenice ligger 253 meter över havet och antalet invånare är 155.
Terrängen runt Stavenice är platt åt sydost, men åt nordväst är den kuperad. Runt Stavenice är det ganska tätbefolkat, med 172 invånare per kvadratkilometer. Närmaste större samhälle är Šumperk, 19,8 km norr om Stavenice. Trakten runt Stavenice består till största delen av jordbruksmark.